# Habitatge al carrer Sant Francesc, 6 (Vic)
L'Habitatge al carrer Sant Francesc, 6 és una obra de Vic (Osona) inclosa a l'Inventari del Patrimoni Arquitectònic de Catalunya.

## Descripció
Edifici civil. Casa entre mitgeres que consta de planta baixa i dos pisos, coberta amb el carener paral·lel a la façana. La planta, reformada, presenta dos portals: un garatge i una porteta petita. Els pisos són marcats per impostes d'estuc, el primer i el segon pis són simètrics però l'alçada es redueix a mesura que pugem els pisos. Les obertures del segon pis estan tapiades amb totxo. No hi ha cap element de pedra picada però cal remarcar les baranes de ferro forjat i tornejades. L'estat de conservació d'aquests elements és força precari. El ràfec és d'escàs voladís i està sostingut per àbacs. L'estat de conservació és força bo.

## Història
Edifici que correspon a la transformació pròpia dels edificis del carrer.
Està situat a l'antic carrer que comunicava la ciutat de Vic, a través del raval de Sant Francesc, amb el camí de Barcelona. Itinerari que al segle xiii, sota les ordres de Jaume I, es canvià al c/ Sant Pere. L'extrem del carrer fou clausura del morbo al segle xvi i al XVII fou baluard defensiu. Al segle xix es construí l'església del Roser. L'any 1863 hi hagué un gran aiguat produït per la crescuda desmesurada dels rius de la ciutat, la qual cosa devastà gran part del carrer. A mitjans del segle xx,, el carrer i els seus voltants començaren a expandir-se.